# Gerard David

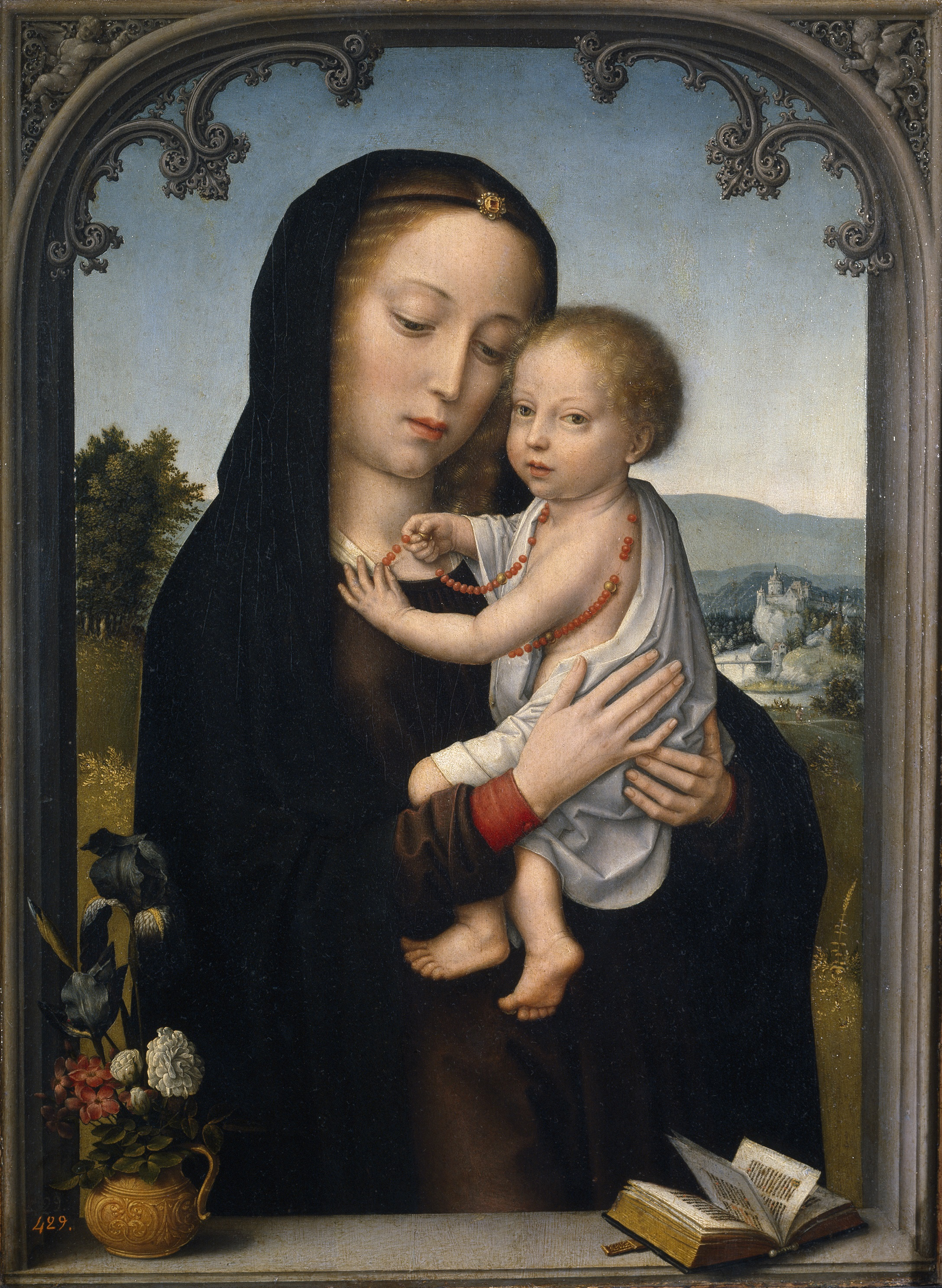
Szűzanya a gyermek Jézussal (1510; Prado, Madrid)

Gerard David (Oudewater, Gouda közelében, 1460 körül — Brugge, 1523. augusztus 13.) németalföldi festő északi reneszánsz stílusban.

## Élete, munkássága
Valószínűleg szülővárosában, Haarlemben tanult festeni. 1483-ban már mint kész mester Brugge-be költözött, ahol művészete Hans Memling hatása alá került. Memling halála után (1494) Brugge város vezető festője Gerard David lett. David mindenekelőtt a meghitt Madonna-képek festője, nagy érzékenységgel, figyelemmel, gyöngédséggel idézi meg a családanya alakját, kinek minden gondolata kicsiny gyermekének gondozása, ápolása. Még a 19. században is lelkesen dicsérték a műkritikusok David képeit, az utóbbi évszázadokban már háttérbe szorult, más értékek kerültek előtérbe, David tökéletes mesterségbeli tudással előadott mondanivalója kevéssé talált megértésre. 

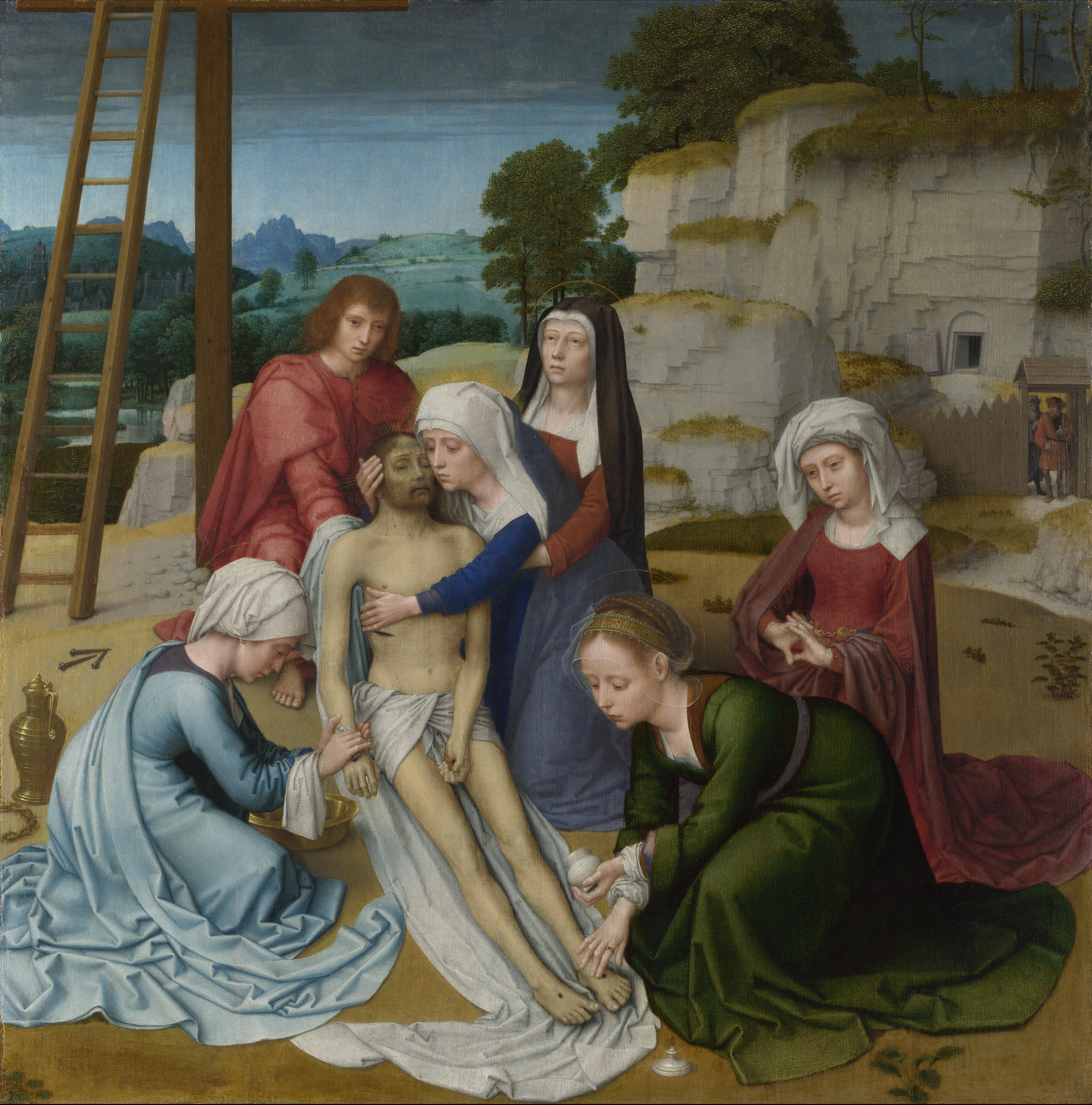
Levétel a keresztről (16. század)

A budapesti Szépművészeti Múzeum David egy korai képét őrzi, a Szent éj címűt, amely Jézus születését ábrázolja. David egyik erőssége a nőalakok ábrázolása, leginkább szembetűnik ez azon a képen, amelyen a Madonnát a szent szüzekkel ábrázolja együtt (1509, Rouen).
Egyik fő témája a A Szent család menekülése Egyiptomba, e témát többször is megfestette tájképi háttérrel. David képeinek tájábrázolása nem mindig a saját munkája, hanem Joachim Patenier (másként Patinir) tájképfestő mesteré, aki nemcsak David, hanem például Quentin Massys képeinek tájképi háttereit is formázta.
Alkotói korszaka második felében tovább fejlődött, mintegy magabiztossá és nagyvonalúvá vált kompozícióteremtő készsége és képeinek érzelmi kifejezései, például Szent Katalin eljegyzése (National Gallery, London; Krisztus megkeresztelése (Múzeum, Brugge); Krisztus levétele a keresztől (National Gallery, London). A 16. század elején Brugge elszegényedése miatt Antwerpen és Brüsszel vált a művészetek vezető központjaivá, Gerard David is otthagyta Brugge-i városi festői állását és 1515-ben Antwerpenbe települt át. David a 15. századi németalföldi festészet utolsó legkiemelkedőbb mestere.

## Képtár

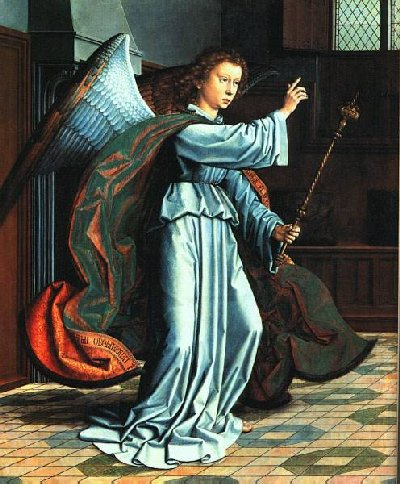
Angyali üdvözlet angyal alakja (1506; Metropolitan Museum of Art, New York)
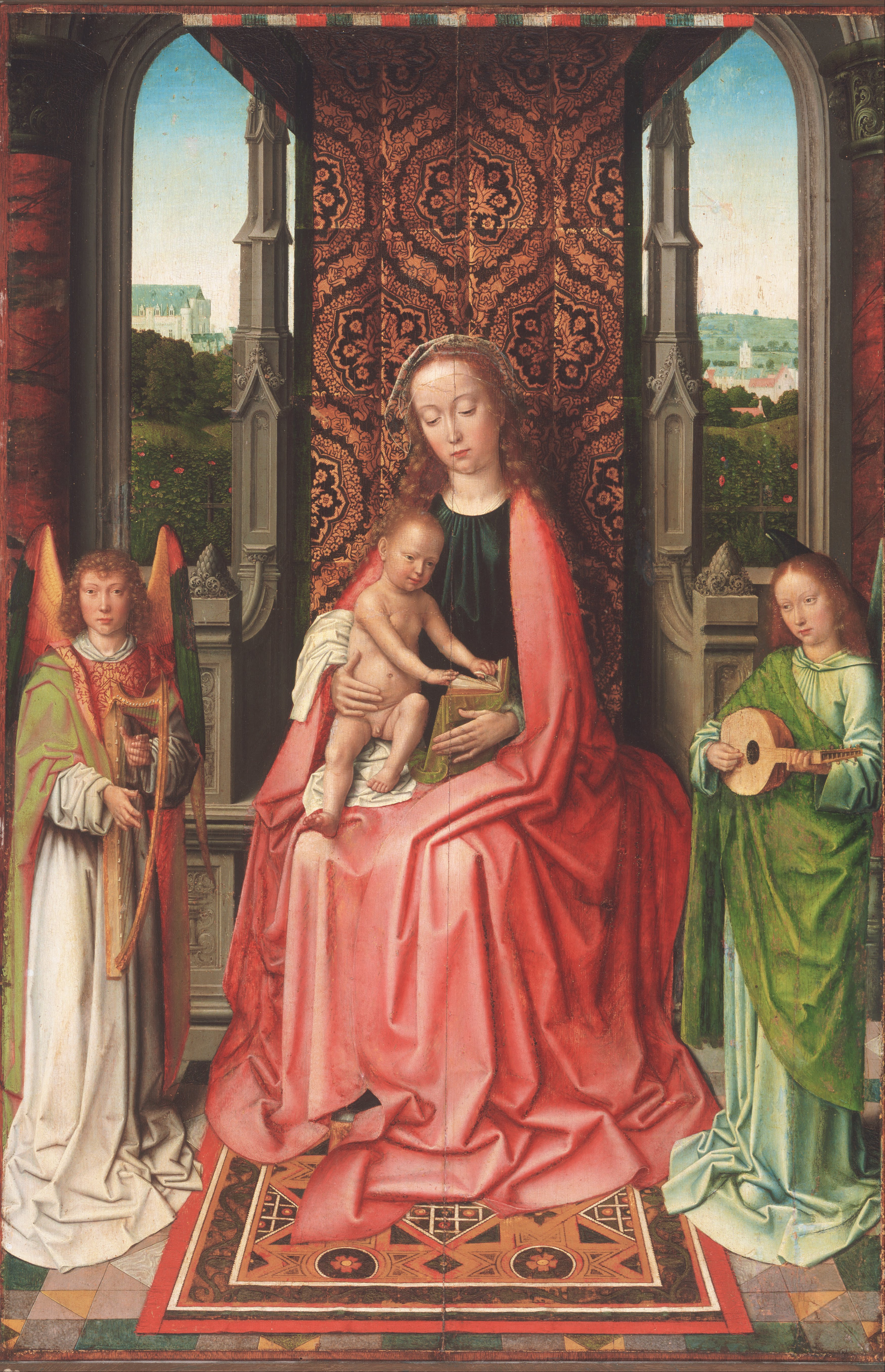
Trónon ülő Szűz a gyermekkel és angyalokkal - Google Art Project
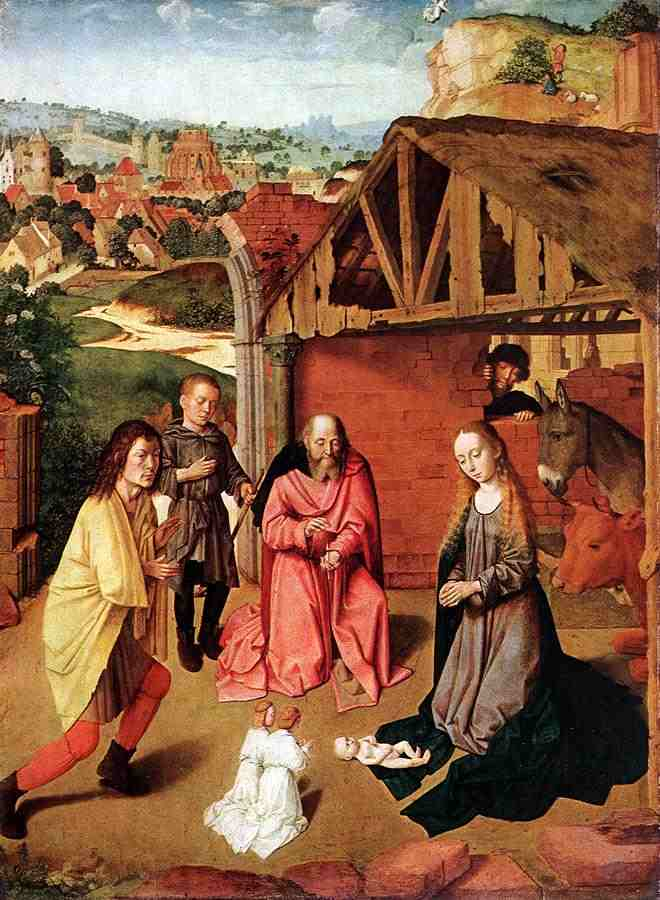
Szent éj avagy Jézus születése (1490 körül; Szépművészeti Múzeum, Budapest)
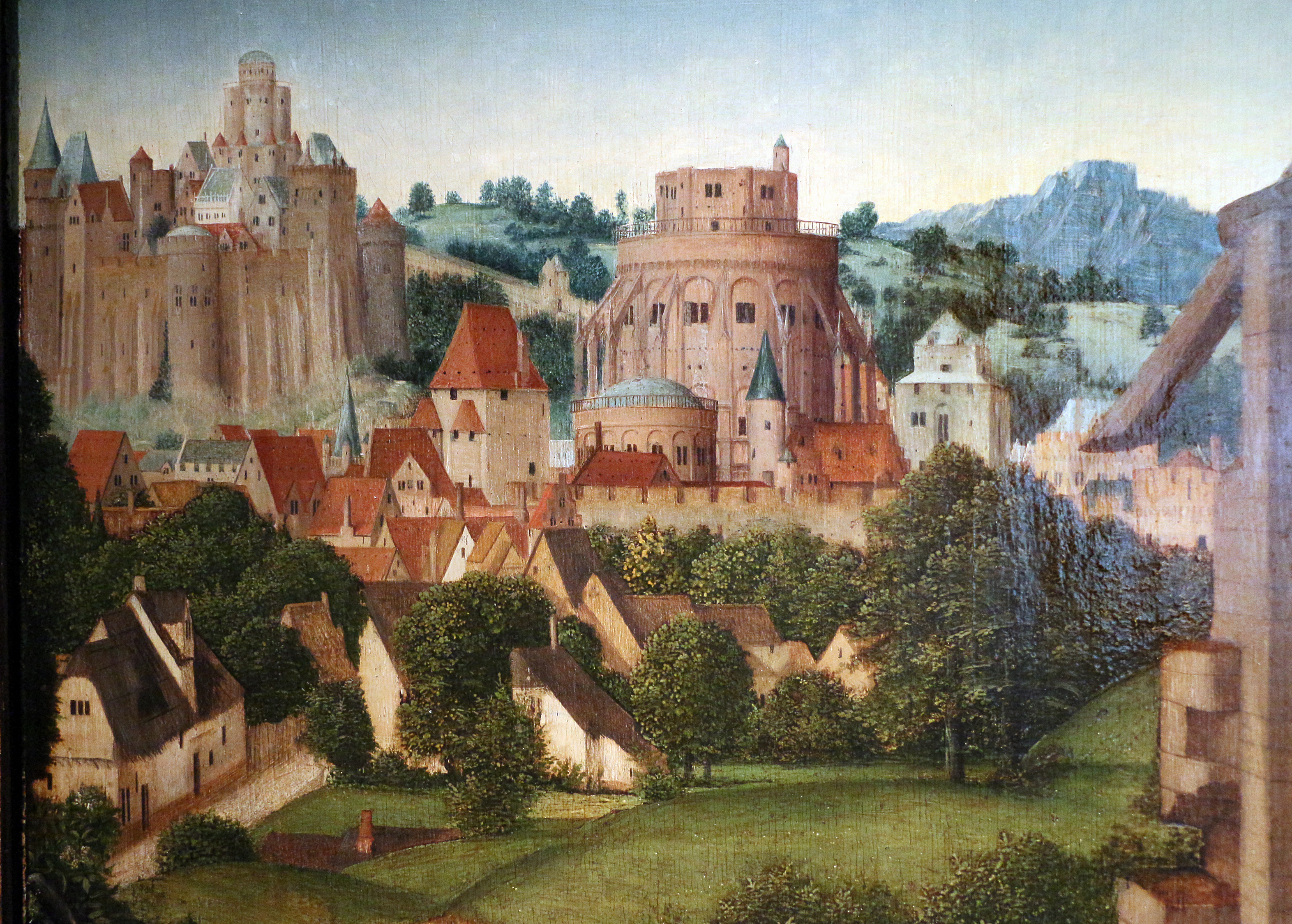
A Jézus születése festmény részlete
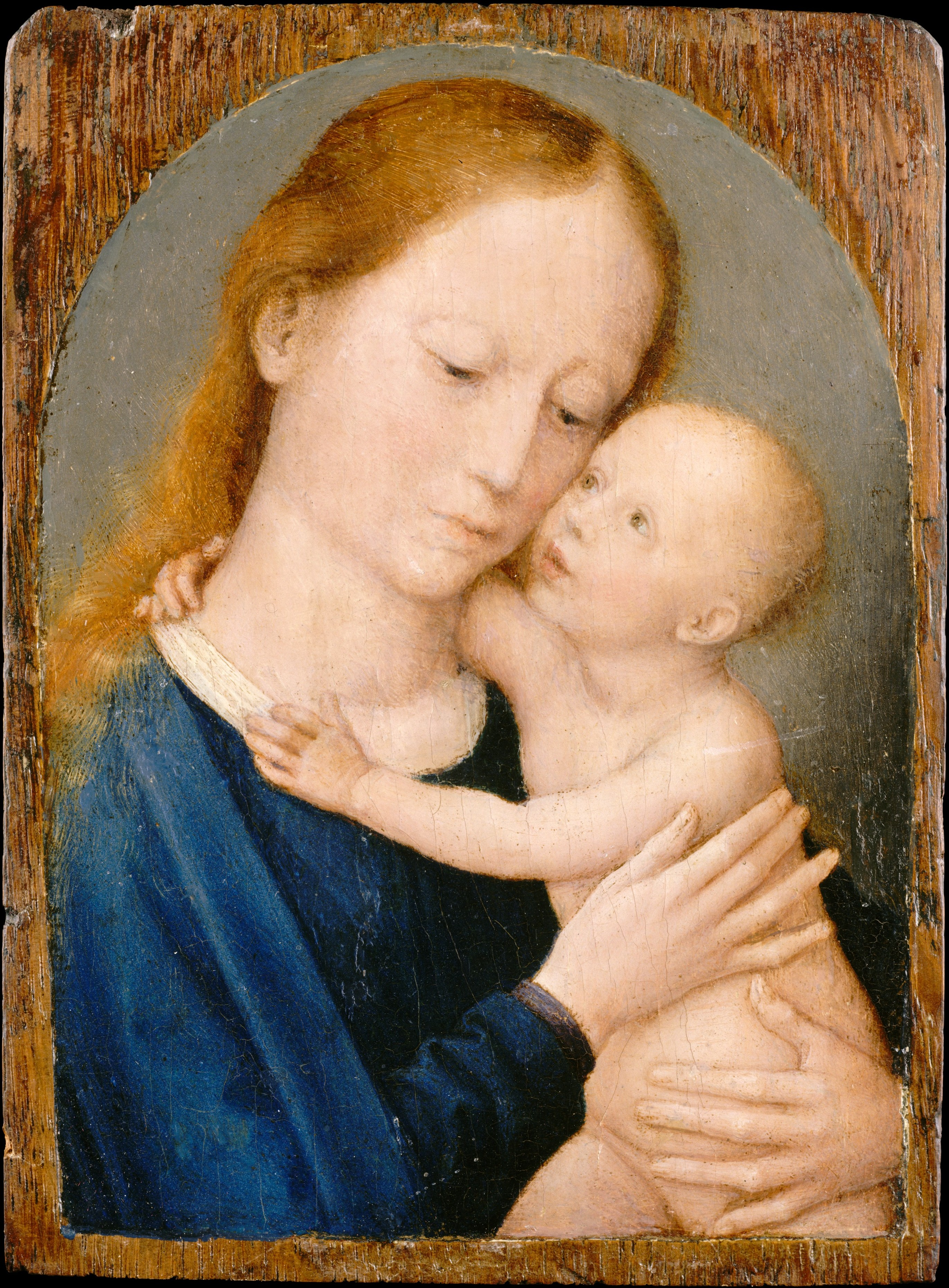
A Szűz és a Gyermek
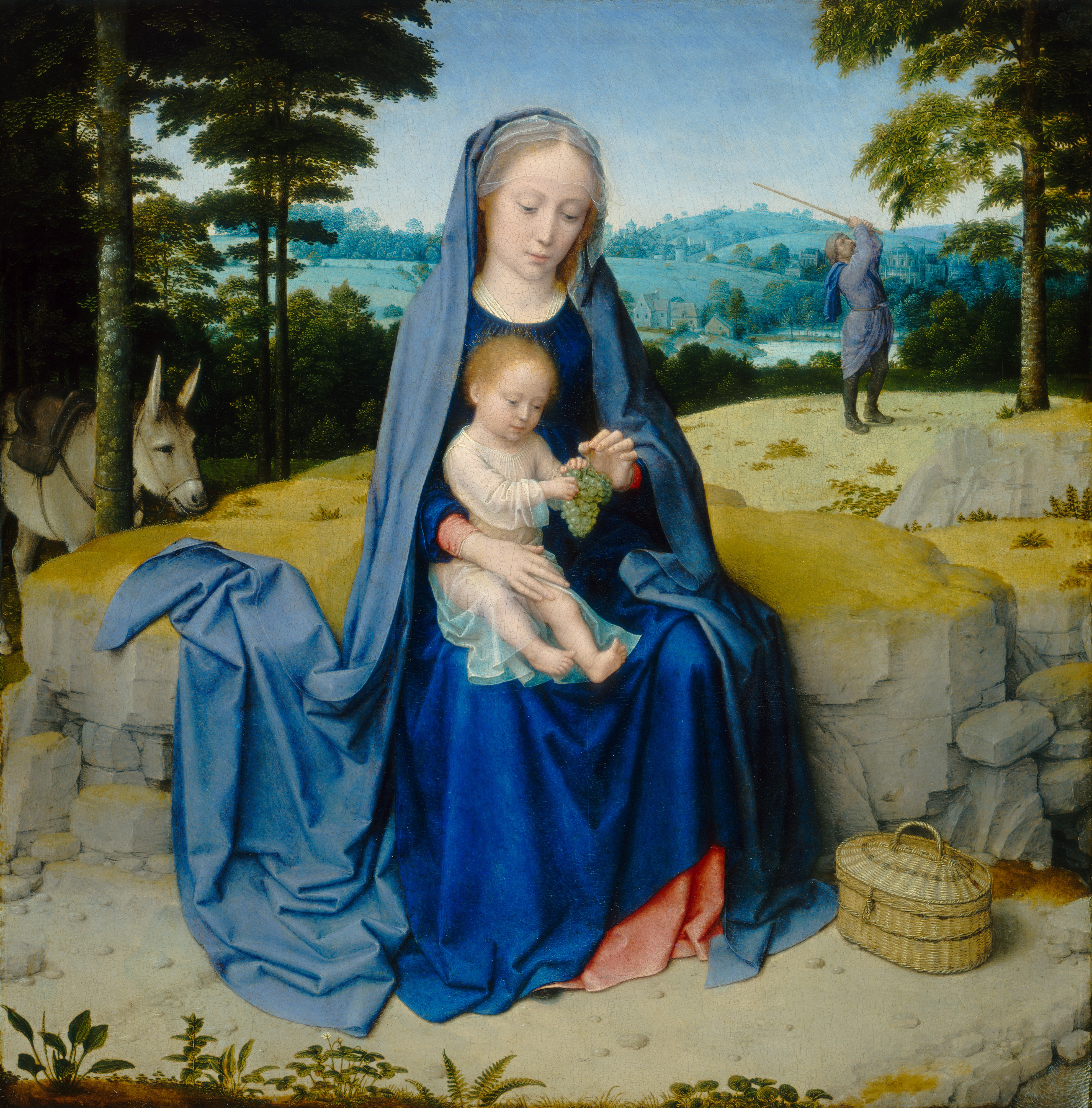
Pihenő az Egyiptomba menekülés közben (1510; National Gallery of Art, Washington D.C.)
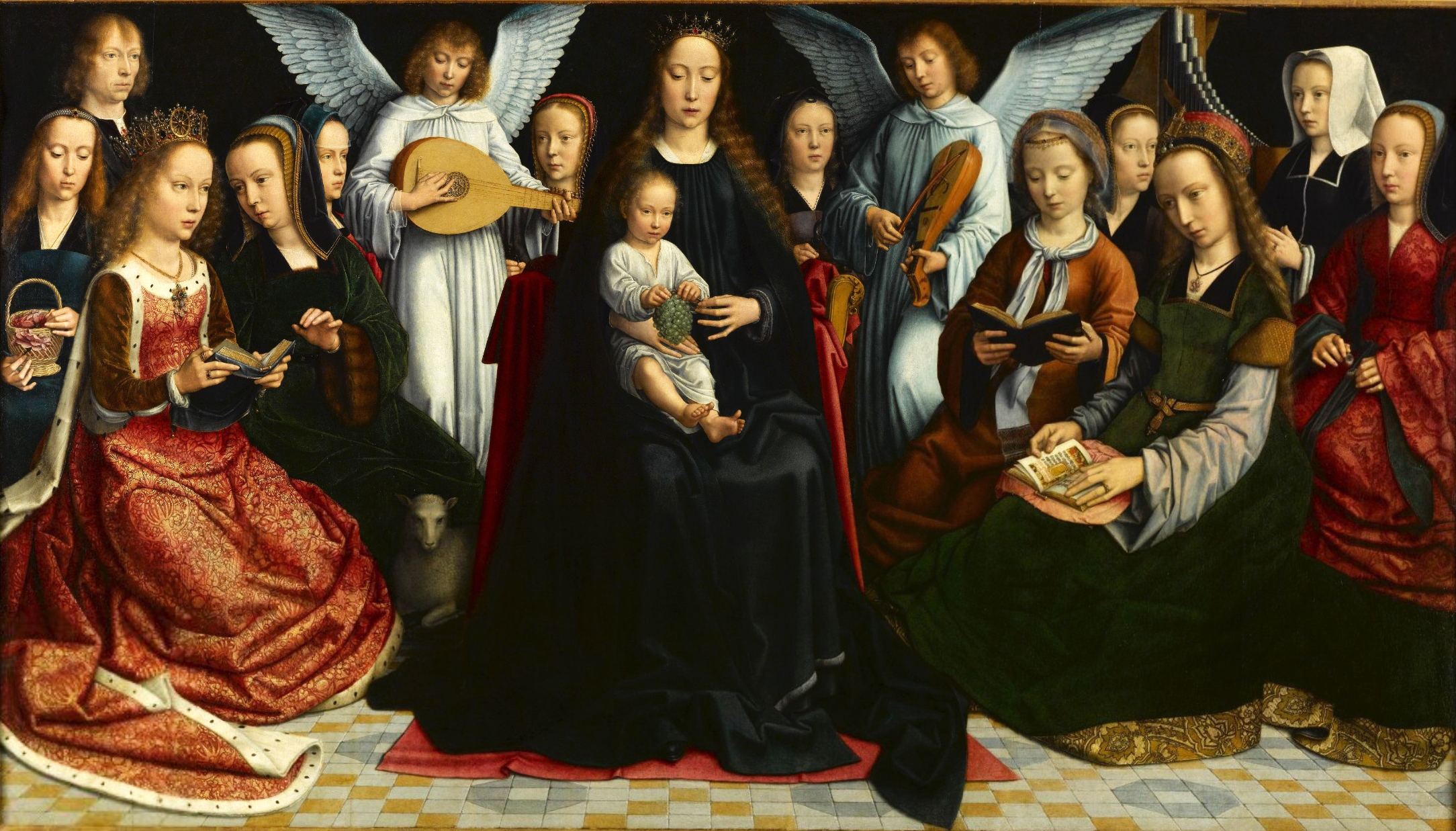
A Szűzanya a gyermek Jézussal a szűzek közt (1509; bal felső sarokban feltehetően a festő önarcképe; Musée des Beaux-Arts, Rouen)
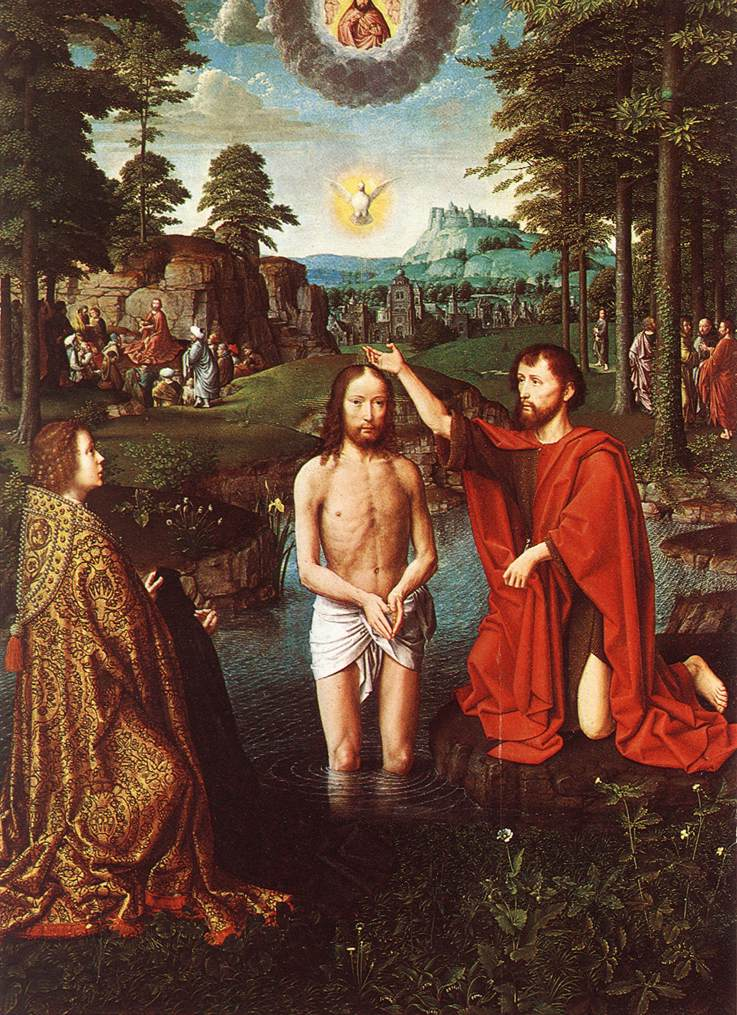
Jean Des Trompes triptichonjának középső része: Krisztus megkeresztelése (Múzeum, Brugge)
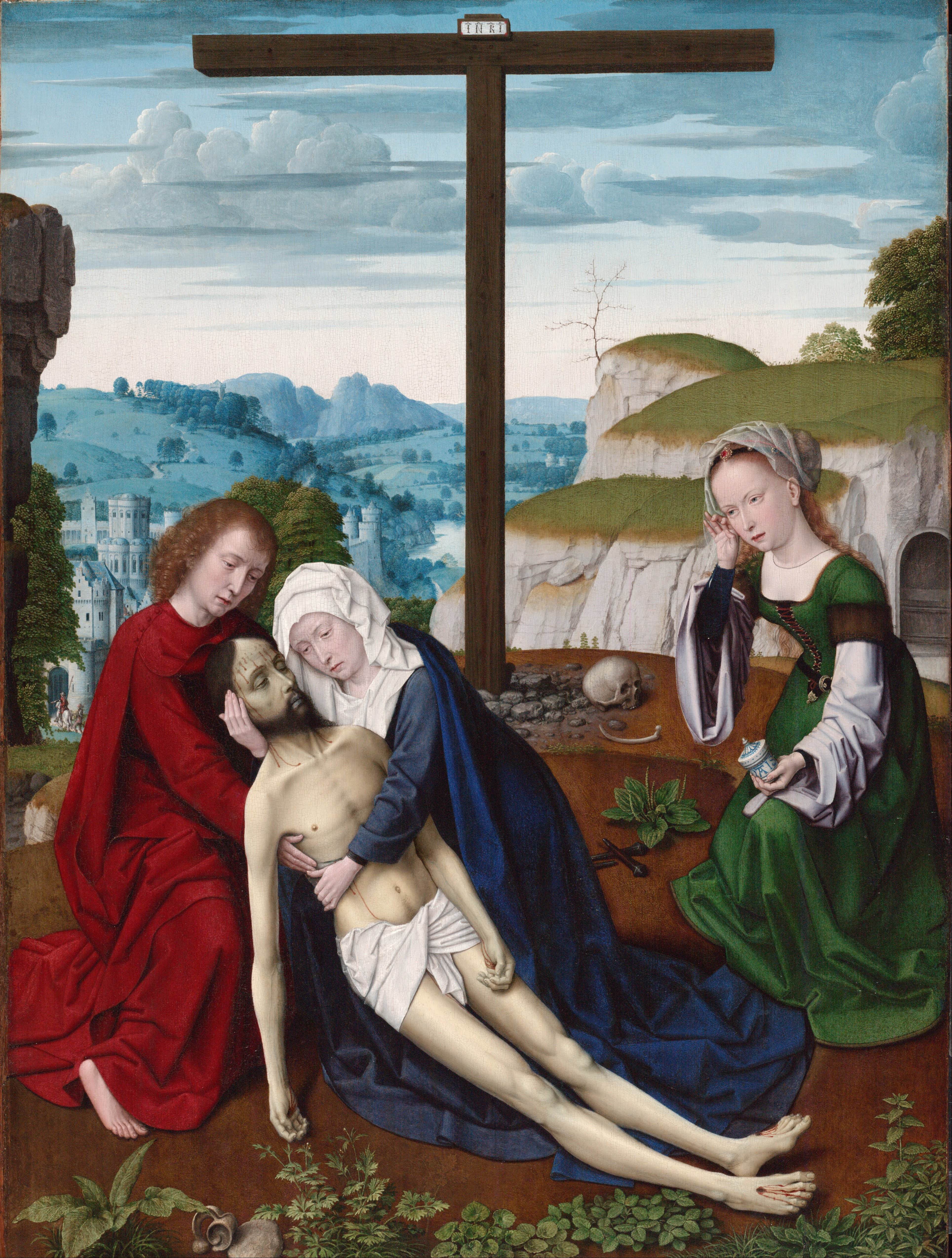
Siralom avagy Krisztus levétele a keresztről - Google Art Project
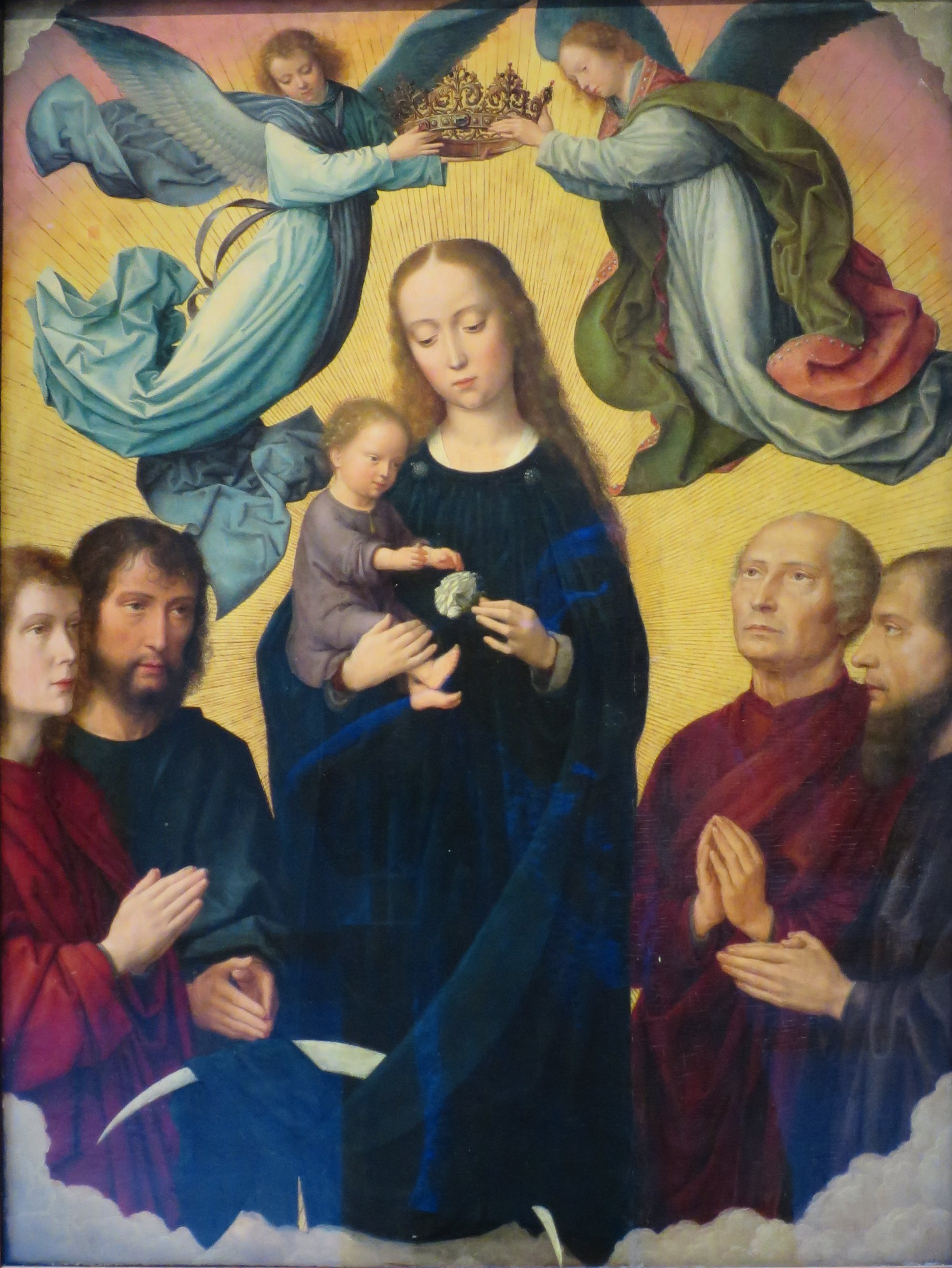
A Szűz megkoronázása, Norton Simon Museum
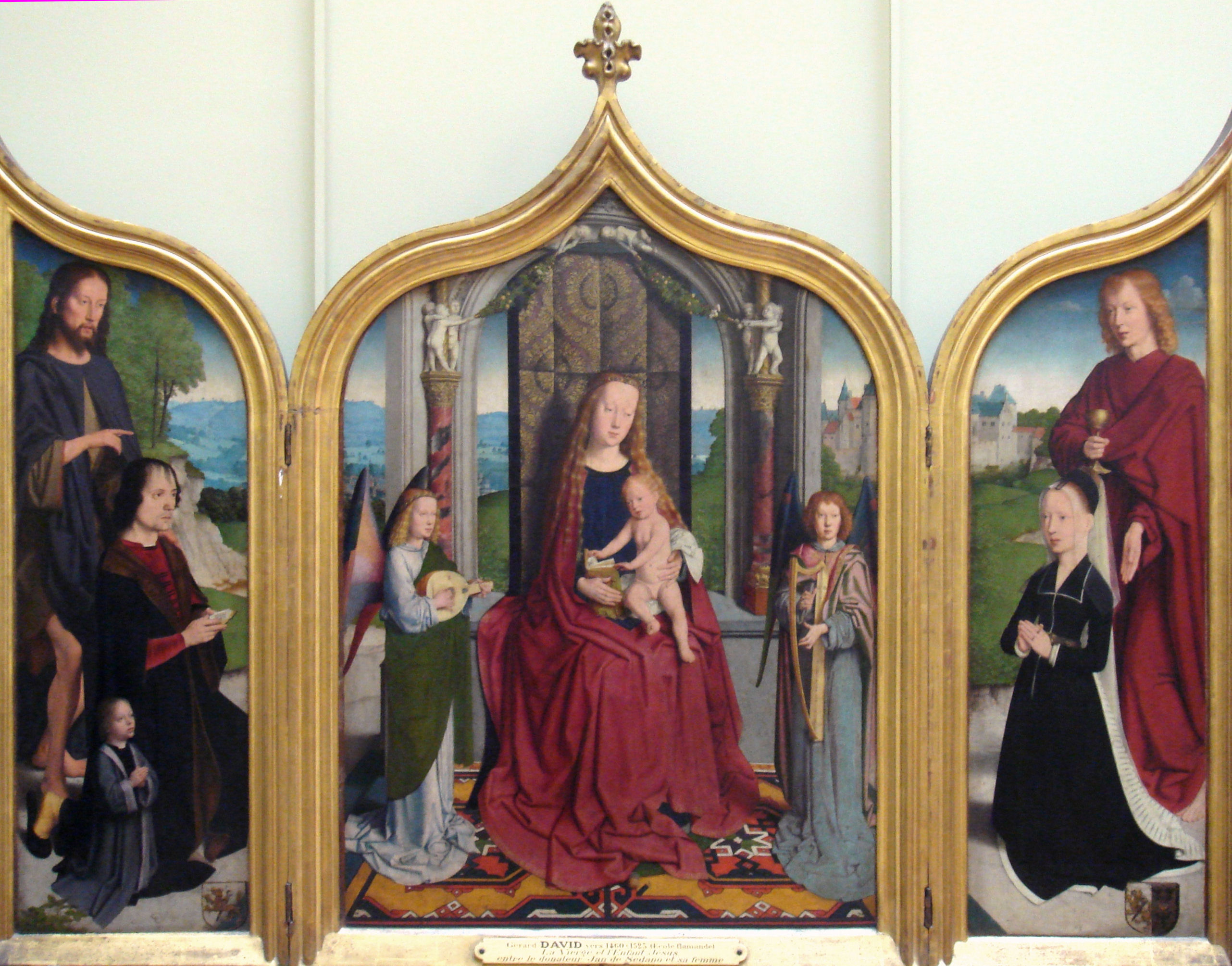
A Sedano család Triptichonja, Bruges, 1523, belső nézet
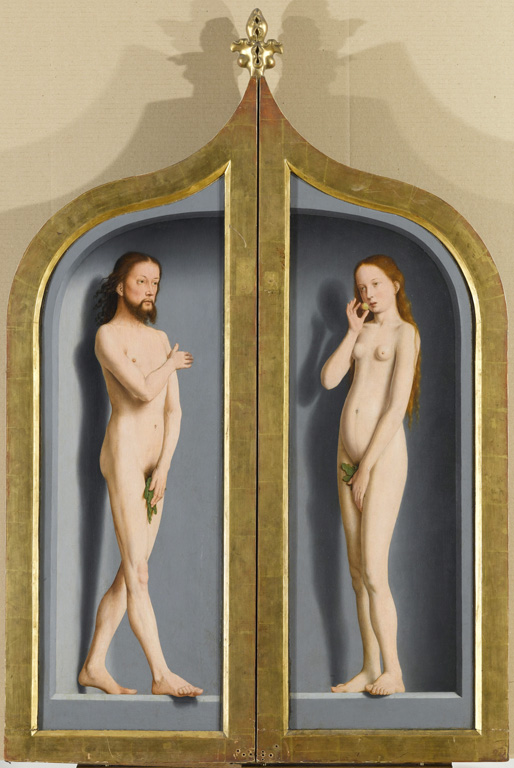
A Sedano Triptichon külső nézete